# Ernest Bourbon
Ernest Bourbon , né à Vierzon le 23 octobre 1886 et mort dans le 19e arrondissement de Paris le 19 novembre 1954, est un acteur et réalisateur français.

## Biographie
Fils d'un porcelainier, il entame une carrière artistique sur les pistes comme acrobate avant de débuter au cinéma en 1910 sous la direction de Jean Durand notamment dans les séries Calino et Zigoto. 
C'est en 1912 que le réalisateur lui offre le rôle d'Onésime qui va faire sa gloire. Bourbon se consacrera désormais à ce personnage au point de reprendre la mise en scène des derniers tournages après l'abandon de la série par Durand. 
Le déclenchement de la première guerre mondiale va mettre un terme à sa carrière cinématographique. Après la fin du conflit, il va remonter sur les scènes des music-halls où il avait débuté, mais avec cette fois comme partenaire son fils, également prénommé Ernest (1912-1976), dit Kid Bourbon. Les Bourbon père et fils fouleront les pistes pendant près de 15 ans. Après leur séparation, Ernest Bourbon fils continuera de se produire comme acrobate sous le nom de Billy Bourbon, mais apparaîtra également à l'écran dans une dizaine de films entre 1949 et 1976.
Sous l'Occupation, Ernest Bourbon père sera impliqué dans un trafic de pains de savon vendus au marché noir. La presse de l'époque le présente comme exerçant toujours le métier d'acrobate. Il avait alors 54 ans.

## Filmographie partielle
Tous les films sont signés Jean Durand, sauf mention contraire.
- 1910 : Le Rembrandt de la rue Lepic
- 1911 : Calino veut être cow-boy
- 1911 : Zigoto et l'Affaire du collier (ou La Trouvaille de Zigoto)
- 1911 : Le Rôle d'un œuf
- 1911 : Calino fait l'omelette
- 1912 : Calino courtier en paratonnerre
- 1912 : Zigoto plombier d'occasion
- 1912 : Oxford contre Martigues
- 1912 : Le Cadeau d'Onésime
- 1912 : Onésime a un duel à l'américaine
- 1912 : Le Railway de la mort
- 1912 : Onésime aux enfers
- 1912 : Erreur tragique de Louis Feuillade
- 1912 : Onésime horloger
- 1912 : La Prison sur le gouffre de Louis Feuillade
- 1912 : Onésime contre Onésime
- 1912 : Onésime employé des postes
- 1912 : Onésime est trop timide
- 1912 : Onésime et la Grève des mineurs
- 1912 : Onésime et la Toilette de Mademoiselle Badinois
- 1912 : Onésime et le Chien bienfaisant de Jean Durand
- 1912 : La Calomnie punie
- 1912 : Le Cheval vertueux
- 1912 : Onésime et l'Éléphant détective
- 1912 : Onésime et le Nourrisson de la nourrice indigne
- 1912 : Onésime et le Physicien
- 1912 : Onésime et l'Étudiante
- 1912 : La Course à l'amour
- 1912 : Onésime garçon costumier
- 1912 : Onésime gentleman détective
- 1912 : Onésime, l'amour vous appelle
- 1913 : Onésime aime les bêtes
- 1913 : Onésime aime trop sa belle-mère
- 1913 : Onésime et son collègue
- 1913 : Onésime et la Symphonie inachevée
- 1913 : Onésime se marie, Calino aussi
- 1913 : Onésime et son âne
- 1913 : Onésime et le Cœur du tzigane
- 1913 : Onésime champion de boxe
- 1913 : Onésime et l'Héritage de Calino
- 1913 : Onésime dresseur d'hommes et de chevaux
- 1913 : Onésime en bonne fortune
- 1913 : Onésime et l'Œuvre d'art
- 1913 : Onésime sourcier
- 1913 : Onésime et le Pas de l'ours
- 1913 : Onésime sur le sentier de la guerre
- 1913 : La Disparition d'Onésime
- 1913 : Le Mal d'Onésime
- 1913 : Onésime et l'Affaire du Tocquard-Palace
- 1913 : Onésime débute au théâtre
- 1913 : Onésime, tu l'épouseras quand même
- 1913 : Le Noël d'Onésime
- 1913 : Onésime et la Panthère de Calino
- 1913 : Léonce cinématographiste de Léonce Perret
- 1913 : Une triste aventure d'Onésime
- 1914 : Onésime en promenade
- 1914 : Onésime et le Dromadaire
- 1914 : Onésime et le Drame de famille
- 1914 : Onésime gardien du foyer
- 1914 : Onésime, si j'étais roi
- 1914 : Onésime et le Clubman
- 1914 : Onésime et le Pélican
- 1914 : Son Excellence de Léonce Perret
- 1914 : Onésime et le Lâche anonyme
- 1914 : Le Vœu d'Onésime
- 1923 : La Maison du mystère d'Alexandre Volkoff (non crédité)